# アヴォカ川 (オーストラリア)
アヴォカ川（アヴォカがわ、Avoca River）は、オーストラリアの最南の州、ビクトリア州を流れる川である。川はセントラル・ハイランズの近くの小さな町、アンフィシアターにあるロナーチ山から上昇し、アヴォカ、チャールトン、カンバトゥークを通り270km北へ流れる。
座標: 南緯35度42分 東経143度44分 / 南緯35.700度 東経143.733度